# Arrowhead Junction
Arrowhead Junction es un área no incorporada ubicada en el condado de San Bernardino en el estado estadounidense de California.

## Geografía
Arrowhead Junction se encuentra ubicada en las coordenadas 34°56′34″N 114°49′28″O / 34.94278, -114.82444.